# Аннополье
Аннополье (укр. Ганнопілля) — село в Петропавловском сельском совете Волчанском районе Харьковской области Украины.
Код КОАТУУ — 6321685602. Население по переписи 2001 года составляет 84 (37/47 м/ж) человека.

## Географическое положение
Село Аннополье находится в 1,5 км от реки Хатомля (правый берег), в 3-х км от села Петропавловка.
Рядом с селом расположен курган Могила-Майдан (высота 2,8 м).
В 5-и км от села находится железнодорожная станция Платформа 72 км и проходит автомобильная дорога Т-2104.

## История
- 1885 - дата основания.

## Экономика
- В селе есть молочно-товарная и свинотоварная фермы.